# João Simões
Pour les articles homonymes, voir Simões et Barrocas.
Barrocas Simões est un nom portugais ; le premier nom de famille (d'usage facultatif) est Barrocas et le second est Simões.
João Simões, né le 6 janvier 2007 à Portimão, est un footballeur portugais qui évolue au poste de milieu de terrain au Sporting Portugal.

## Biographie

### Carrière en club
João Simões est formé par le Sporting Portugal, où il commence sa carrière professionnelle en championnat du Portugal lors de la saison 2024-2025, intégré à l'équipe première par Rúben Amorim, alors qu'il s'illustre déjà avec l'équipe réserve en troisième division,,.
Il joue son premier match avec l'équipe première du club le 22 novembre 2024, remplaçant Gonçalo Inácio lors de la victoire 6-0 contre l'Amarante FC en coupe du Portugal.
Le 26 novembre 2024, il joue son premier match de Ligue des champions, avec le Sporting Portugal.

### Carrière en sélection
João Simões est convoqué avec l'équipe du Portugal des moins de 17 ans dont il porte le brassard de capitaine, pour participer au Championnat d'Europe des moins de 17 ans qui a lieu en mai et juin 2024. Le Portugal atteint la finale de la compétition après sa victoire face à la Serbie (2-3),,.
Il est ensuite international portugais junior avec l'équipe des moins de 19 ans à partir de octobre 2024.

## Palmarès
Portugal -17 ans
- Championnat d'Europe
  - Finaliste en 2023